# Bianca Gascoigne
Bianca Gascoigne é uma modelo britânica.

## carreira
Em 2006, Gascoigne venceu o reality show da ITV Love Island), que foi ambientado em Fiji.
Em julho de 2008, ela competiu contra o modelo de glamour Danielle Lloyd no programa de TV "Gladiators (Gladiators)], em um especial de celebridades, que ela passou a ganhar, apoiando uma instituição de caridade para a violência doméstica.
Gascoigne também apresentou Big Brother's Big Mouth de 15 a 18 de julho de 2008, e apareceu em um episódio do programa BBC Three reality Snog Marry Avoid?, onde ela também fez um show de rap para o POD.
Em 2010, ela participou de Celebrity Coach Trip com sua amiga Imogen Thomas.
Em 2012, Gascoigne fez o teste para o  nona série de  The X Factor onde ela cantou I'm Goin' Down", mas os juízes alegaram que já havia alguns "excelentes" artistas em sua categoria e descreveran sua voz como sendo "medíocre".
Em 2017, ela apareceu em Celebrity Big Brother 19 e terminando em sexto.